# Електроліз

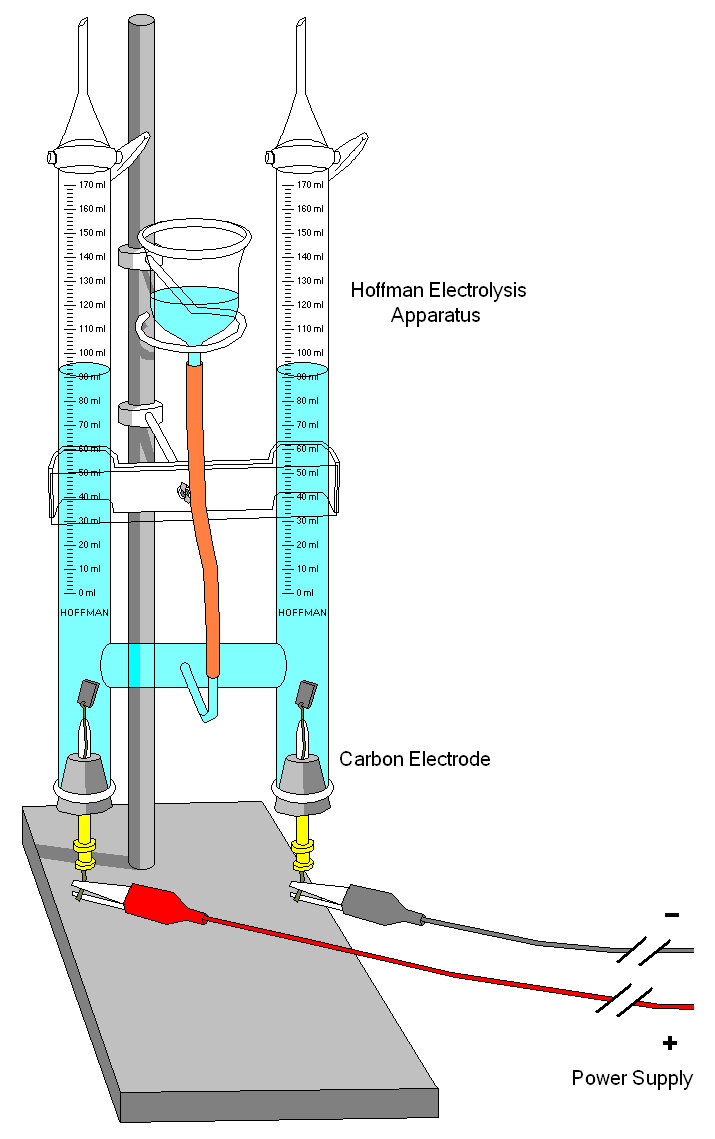
Ілюстрація електролізного апарату Гофмана, який використовують у шкільній лабораторії

Електроліз — розклад речовин (наприклад, води, розчинів кислот, лугів, розчинених або розплавлених солей тощо) постійним електричним струмом.
Електроліз полягає в електрохімічних процесах окиснення та відновлення на електродах. При електролізі позитивно заряджені йони (катіони) рухаються до катода, на якому електрохімічно відновлюються. Негативно заряджені йони (аніони) рухаються до анода, де електрохімічно окиснюються.
Хімічні зміни, спричинені пропусканням електричного струму через розплавлену йонну сполуку або через розчин, який містить йони. Їх зумовлює сукупність хімічних реакцій, що протікають під дією електричного струму на електродах, занурених в електроліт, при цьому на катоді відбувається відновлення, а на аноді окиснення йонів електроліту.
В результаті електролізу на електродах виділяються речовини в кількостях, пропорційних кількості пропущеного струму. Електроліз застосовується для одержання багатьох речовин (металів, водню, хлору та ін.), при гальваностегії (нанесенні металічних покриттів), гальванопластиці (відтворенні форми предметів), а також у хімічному аналізі (полярографія).

## Історія
Відкриття електролізу стало можливим тільки лише після створення Вольтом батареї гальванічних елементів (1799).
У 1800 англійські дослідники Нікольсон і Карлейль відкрили електроліз: вони встановили, що під час проходження постійного струму у воді чи водних розчинах вода розкладається на водень і кисень. Результати пізніших досліджень, завершених Майклом Фарадеєм 1833, були сформульовані у вигляді законів.

## Первинні і вторинні реакції
Реакції, які відбуваються при електролізі на електродах називаються вторинними. Первинними є реакції дисоціації в електроліті. Поділ реакцій на первинні й вторинні допоміг Майклу Фарадею встановити закони електролізу.

## Електроліз розчинів солей
Процес електролізу класифікують за катіонним та аніонним вмістом солі. За катіонним вмістом можна виділити наступні три групи солей:
1. Солі що містять іони Li,K,Na,Mg,Ba. Під час їх електролізу метал не відновлюється на катоді, але виділяється водень.
2. Солі що містять іони Mn,Fe,Zn,Sn. Під час їх електролізу метал  відновлюється на катоді й виділяється водень.
3. Солі що містять іони Cu,Ag,Hg,Pt. Під час їх електролізу метал  відновлюється на катоді , водень не виділяється.

За аніонним вістом солі поділяють на такі групи:
1. Солі що мають у складі залишки безоксигеновмісних кислот: {\displaystyle {\ce {Cl-,Br-,I-}}}.Під час їх електролізу відбувається утворення простої речовини. Наприклад: {\displaystyle {\ce {2Cl- - 2e- = Cl2}}}
2. Солі що мають у складі залишки оксигеновмісних кислот: іони {\displaystyle {\ce {SO4,NO3, PO4}}} та {\displaystyle {\ce {F-}}}. Дані іони в кислому то нейтральному середовищі призводять до утворення кисню та Гідроген йонів за дії струму, а в лужному-до утворення кисню та води.

## Практичне значення
Електрохімічні процеси широко застосовуються в різних галузях сучасної техніки, в аналітичній хімії, біохімії і т. д. У хімічній промисловості електролізом одержують хлор і фтор, луги, хлорат і перхлорат, надсірчану кислоту і персульфати, хімічно чисті водень і кисень і т. д. При цьому одні речовини одержують шляхом відновлення на катоді, інші — електроокисненням на аноді.
Електроліз в гідрометалургії є однією зі стадій переробки металомісткої сировини, що забезпечує отримання товарних металів.
У кольоровій металургії електроліз використовують для добування металів з руд та їх очищення. Електролізом з розплавлених середовищ отримують алюміній, магній, титан, цирконій, уран, берилій та ін. Для рафінування (очищення) металу електролізом з нього відливають пластини і поміщають їх як анодів в електролізер. При пропущенні струму метал, що підлягає очищенню, піддається анодному розчиненню, тобто переходить у розчин у вигляді катіонів. Потім ці катіони металу розряджаються на катоді, завдяки чому утворюється компактний осад вже чистого металу. Домішки, що знаходяться в аноді, або залишаються нерозчинними, або переходять в електроліт і видаляються.
Гальванотехніка — область прикладної електрохімії, що займається процесами нанесення металевих покриттів на поверхню як металевих, так і неметалевих виробів при проходженні постійного електричного струму через розчини їх солей. Гальванотехніка поділяється на гальваностегію і гальванопластику.
- Гальваностегія — це електроосадження на поверхню металу іншого металу, який міцно зв'язується (зчіплюється) з покриваючим металом (предметом), що слугує катодом електролізера.

Перед покриттям вироби необхідно ретельно очистити, в іншому випадку метал буде осідати нерівномірно, і зв'язок металу з поверхнею виробу буде нестійким. Способом гальваностегії можна покрити деталь тонким шаром золота або срібла, хрому або нікелю. За допомогою електролізу можна наносити найтонші металеві покриття на різні металеві поверхні. При такому способі нанесення покриттів, деталь використовують як катод, який міститься у розчину солі того металу, покриття з якого необхідно отримати. Як анод використовують пластинку з того ж металу.
- Гальванопластика — одержання шляхом електролізу точних, легко відокремлюваних металевих копій щодо значної товщини з різних як неметалічних, так і металевих предметів, які називаються матрицями.

За допомогою гальванопластики виготовляють бюсти, статуї і т. д.
Гальванопластику використовують для нанесення порівняно товстих металевих покриттів на інші метали (наприклад, утворення «накладного» шару нікелю, срібла, золота і т. д.).
Крім зазначених вище, електроліз знайшов застосування і в інших галузях:
- Отримання оксидних захисних плівок на металах (анодування);
- Електрохімічна обробка поверхні металевого виробу (полірування);
- Електрохімічне фарбування металів (наприклад, міді, латуні, цинку, хрому та ін.);
- Очищення води — видалення з неї розчинних домішок. В результаті виходить так звана м'яка вода (за своїми властивостями наближається до дистильованої);
- Електрохімічна заточка ріжучих інструментів (наприклад, хірургічних ножів (скальпелів), бритв і т. д.).

## Цікавий факт
Вперше паралельне з'єднання приймачів електричного струму запропонував російський фізик В. В. Петров під час дослідів з електролізу. Учений проводив одночасне розкладання води в декількох скляних трубках, приєднаних до одного джерела струму.[значущість факту?]